# 4252-es mellékút (Magyarország)
A 4252-es számú mellékút egy közel 8 kilométer hosszú, négy számjegyű országos közút Békés vármegye keleti szélén; Sarkadtól vezet a kötegyáni határátkelőhelyig.

## Nyomvonala
Sarkad központjában ágazik ki a 4219-es útból, annak 53,050-es kilométerszelvénye táján. Annak tulajdonképpen egyenes folytatásaként, tehát az általa addig követett irányban, délkelet felé indul – a 4219-es innét délnyugatnak fordul – és az Árpád fejedelem tér nevet veszi fel. Egyetlen saroknyit húzódik azonban csak ebben az irányban, ott északkeletnek fordul, Szalontai út néven, a délkeleti irányt pedig a 42 345-ös számú mellékút viszi tovább, a Békéscsaba–Kötegyán–Vésztő–Püspökladány-vasútvonal bő másfél kilométerre található Sarkad vasútállomásáig.
A folytatásban több irányváltással halad a város széléig, amit mintegy másfél kilométer után ér el, keleti irányban húzódva. A 3. kilométerénél eléri Méhkerék déli határszélét, innen a határvonalat kíséri, majd 4,4 kilométer előtt kiágazik belőle észak felé a 42 153-as út, Méhkerék és onnan tovább Újszalonta belterületei felé. 5,9 kilométer után eléri Sarkad, Méhkerék és Kötegyán hármashatárát, onnan már kötegyáni külterületek közt halad.
6,5 kilométer után keresztezi a vasút vágányait, 7,5 kilométer táján pedig, egymástól pár lépésre két elágazása is van: előbb a 42 125-ös út ágazik ki belőle dél felé – ez vezet Kötegyán központjába –, majd pedig a 4251-es út északi irányban, ez Méhkerék és Újszalonta határvidékéig húzódik. Az út itt még áthalad a kötegyáni határátkelőhely létesítményei között, majd az országhatárnál véget ér; folytatása Románia területén a DN79B jelzésű út, amely Nagyszalonta felé vezet tovább.
Teljes hossza, az országos közutak térképes nyilvántartását szolgáló kira.gov.hu adatbázisa szerint 7,914 kilométer.

## Települések az út mentén
- Sarkad
- (Méhkerék)
- Kötegyán